# Bupleurum fruticosum
Bupleurum fruticosum es una planta herbácea perteneciente a la familia de las apiáceas.

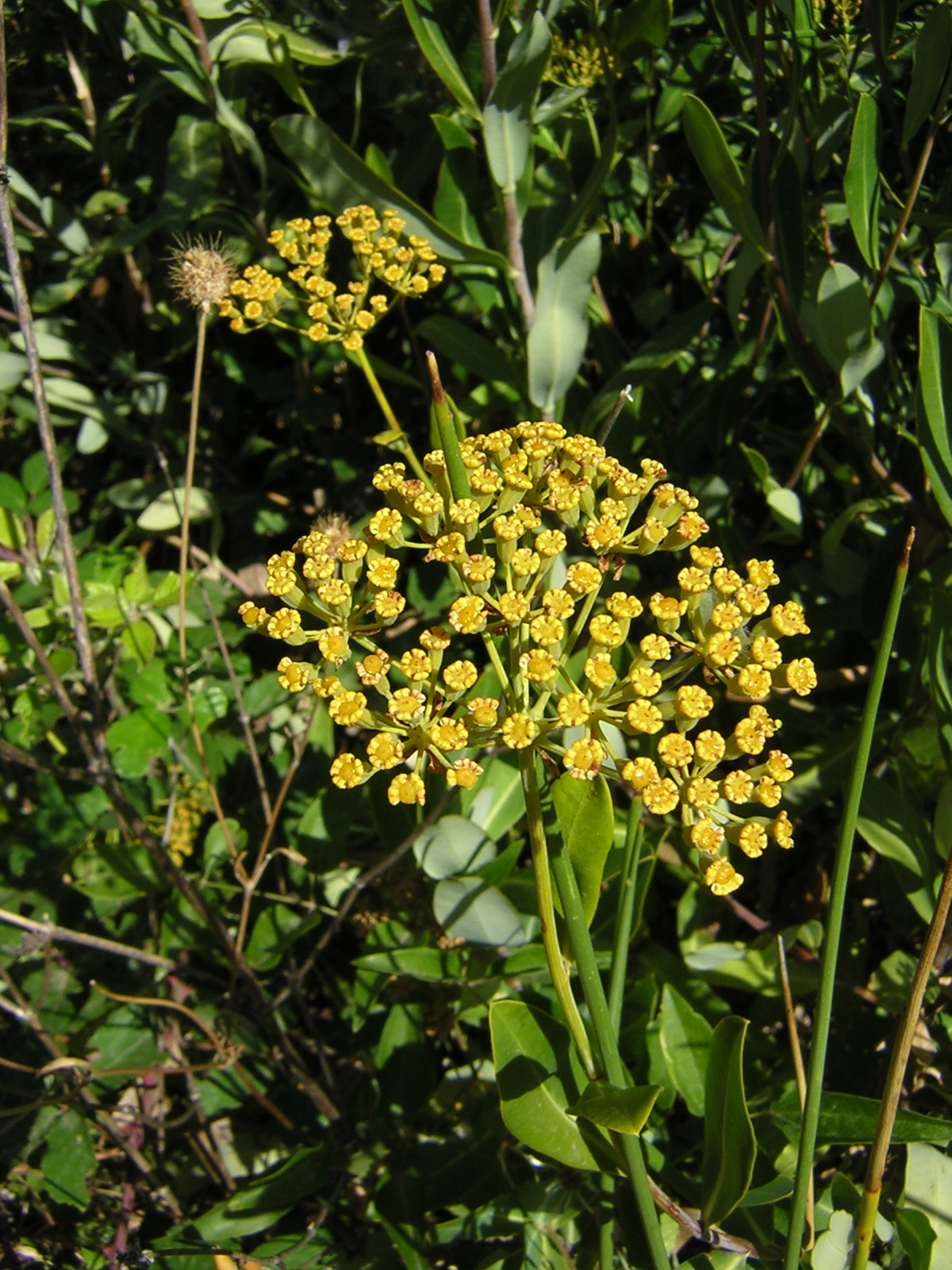
Vista de la planta

## Descripción
Es un arbusto de porte elevado, que puede alcanzar más de 2 metros de altura, con aspecto parecido al de las adelfas. Las hojas son enteras, glabras, coriáceas, más o menos oblongas o linear-elípticas, sentadas. En verano dan lugar a grandes umbelas terminales muy regulares, de flores amarillentas. 

## Hábitat
Se encuentra en los bosques mediterráneos, márgenes de ramblas, encinares aclarados. 

## Distribución
Es endémica de la región del Mediterráneo. En la península ibérica se encuentra en Barcelona, Castellón, Gerona, Lérida, Tarragona, Valencia y en todas las provincias andaluzas.

## Taxonomía
Bupleurum fruticosum fue descrita por Carlos Linneo y publicado en Species Plantarum 1: 238. 1753.
Citología
Número de cromosomas de Bupleurum fruticosum (Fam. Umbelliferae) y taxones infraespecíficos = Bupleurum fruticosum L.
 2n=14
Etimología
Bupleurum: nombre genérico que deriva de dos palabras griegas bous y pleurón, que significa "buey" y "costa". Probable referencia a las ranuras longitudinales de las hojas de algunas especies del género. Este nombre fue usado por primera vez por Hipócrates y, de nuevo, en tiempos relativamente modernos, por Tournefort y Linneo.
fruticosum: epíteto latino que significa "arbustivo".
Sinonimia
- Bupleurum frutescens Hill [1764, Veg. Syst., 6 : 21]
- Tenoria fruticosa (L.) Spreng. in Roem. & Schult. [1813, Syst. Veg., ed. 15, 2 : 367]
- Buprestis fruticosa (L.) Spreng. [1813, Ges. Naturf. Freunde Berlin Mag. Neuesten Entdeck. Gesammten Naturk., 6 : 258]
- Bupleurum terminale Salisb.[5]

## Nombres comunes
- Castellano: adelfilla, amarguera, baladre, batabuey, clujía fina, costibuey, costilla de buey, cuchilleja, cuchillerela, cuchilluela, custibuey, limoncillo, matabuey, matabueyes, olivilla, reores, revientabueyes, sanjuanera del campo.[3]